# Concurso Internacional de Belleza
Esta página trata de un concurso histórico. Para los concursos modernos véanse Miss Universo o Miss Mundo
El Concurso Internacional de Belleza (en inglés: International Pageant of Pulchritude o International Beauty Contest), o el Concurso de Miss Universo, era un concurso de belleza que comenzó en 1926 en los Estados Unidos. La última competencia ocurrió en 1935 en Bélgica.
Este concurso fue el primer concurso internacional y sirvió de modelo para los concursos modernos.

## Historia
En 1920 el promotor C. E. Barfield de la isla de Galveston en los Estados Unidos organizó una celebración llamada "El Día de Salpicadura" (en inglés: Splash Day). La celebración tuvo un concurso "Revista de Chicas en Bañadores" (Bathing Girl Revue). En los años siguientes el concurso creció a estar popular por muchas partes del país.
En 1926 la competencia se cambió en un concurso internacional llamado el "Concurso Internacional de Belleza" (en inglés: International Pageant of Pulchritude). La campeona recibió el título "Miss Universo."  Concursantes de muchas partes del mundo vinieron, como España, Inglaterra, Rusia, Turquía, Austria, y muchos otros.
El concurso en Galveston terminó después de 1931 debido a la Gran Depresión. Había concursos de "Miss Universo" en Bélgica en 1932 y 1935.

## Campeonas
| Año      | Nombre            | País         | Ubicación del concurso |
| -------- | ----------------- | ------------ | ---------------------- |
| 1935     | Charlotte Wassef  | Egipto       | Bruselas, Bélgica      |
| 1934     | Sin Concurso      | Sin Concurso | Sin Concurso           |
| 1933     | Sin Concurso      | Sin Concurso | Sin Concurso           |
| 1932     | Keriman Halis     | Turquía      | Spa, Bélgica           |
| 1931     | Netta Duchâteau   | Bélgica      | Galveston, EE. UU.     |
| 1930 (2) | Yolanda Pereira   | Brasil       | Río de Janeiro, Brasil |
| 1930 (1) | Dorothy Dell Goff | EE. UU.      | Galveston, EE. UU.     |
| 1929     | Lisl Goldarbeiter | Austria      | Galveston, EE. UU.     |
| 1928     | Ella Van Hueson   | EE. UU.      | Galveston, EE. UU.     |
| 1927     | Dorothy Britton   | EE. UU.      | Galveston, EE. UU.     |
| 1926     | Catherine Moylan  | EE. UU.      | Galveston, EE. UU.     |

## Cultura popular
Hay una película documentaria de 2006 (Hungária) que se llama «Miss Universe 1929 - Lisl Goldarbeiter. A Queen in Wien.» Trata de la vida la «Miss Universo» de 1929.

## Libros
- Savage, Candace (1998). Beauty queens: a playful history. Abbeville.
- Stein, Elissa (2006). Beauty Queen: Here She Comes.... Chronicle Books.

- Datos: Q3701409
- Multimedia: International Pageant of Pulchritude / Q3701409